# Ignác Kolisch
Le baron Ignaz von Kolisch ou Kolisch Ignác báró (né le 6 avril 1837 à Presbourg, mort le 30 avril 1889 à Vienne) est un homme d'affaires, un journaliste et un maître du jeu d'échecs d'origine juive hongroise. Il remporta le tournoi international d'échecs de Paris en 1867 devant Szymon Winawer et Wilhelm Steinitz.

## Biographie et carrière
Kolisch est né dans une famille juive de Pressburg (Pozsony, Bratislava), empire d'Autriche. Il connut du succès à la fois dans les affaires et au jeu d'échecs. Dans sa jeunesse, il fut le secrétaire particulier du prince russe Ouroussov. Plus tard, il déménage à Vienne et rencontre Albert Salomon von Rothschild en 1868. Il fait fortune comme banquier et devint un mécène du jeu d'échecs, organisant et soutenant financièrement de nombreux tournois dans les années 1870 et 1880. Il fonde la Wiener Börse-Syndikatskasse en 1869, et, en 1873, établit une succursale à Paris. Grâce à sa gestion prudente, il acquiert une fortune considérable. En 1881, il est fait baron de l'empire d'Autriche.
Comme joueur d'échecs, Kolisch est rapidement connu pour son style brillant et agressif, mais il ne participait pas souvent aux tournois. En 1860, il remporte le premier prix au tournoi international de Cambridge en Angleterre et fait match nul contre Adolf Anderssen, le plus fort joueur du moment (+5 –5 =1). L'année suivante, il rejoue un match contre Anderssen et ne perd que d'un point (+3 –4 =2) ; la même année, il fait match nul contre Louis Paulsen. En 1867 au tournoi de Paris, il remporte la victoire devant Szymon Winawer, Wilhelm Steinitz et Gustav Neumann avec 20 points sur 24 (vingt victoires, deux nulles qui ne comptaient pas et deux défaites).
Kolisch est le fondateur et le rédacteur en chef du Wiener Allgemeine Zeitung, auquel il contribue sous le pseudonyme de Ideka (formé à partir des initiales de son nom).